# Lodo Alfano
Das Lodo Alfano war ein italienisches Gesetz (Nr. 124/2008) mit dem offiziellen Namen Disposizioni in materia di sospensione del processo penale nei confronti delle alte cariche dello Stato, übersetzt Regelungen zur Aussetzung eines Strafprozesses auf Grund eines hohen Staatsamts. Das Gesetz wurde im Oktober 2009 für verfassungswidrig erklärt. Der Gesetzentwurf wurde vom Justizminister Angelino Alfano vorgelegt und vom Ministerrat am 26. Juni 2008 genehmigt „mit dem Ziel, die absolute Notwendigkeit der Kontinuität und Regelmäßigkeit der Ausübung der anderen öffentlichen Funktionen zu schützen“. Am 22. Juli 2008 wurde das Gesetz von den Kammern in der zweiten Lesung mit 171 Ja-Stimmen, 128 Nein und 6 Enthaltungen beschlossen. Giorgio Napolitano, der Staatspräsident Italiens, hat mit der Gesetzesverkündung auch seine Gründe erläutert, die ihn dazu brachten, das Gesetz sofort zu unterschreiben, obwohl das Gesetz viele Streitereien hervorrief und das Verfassungsgericht schon ein ähnliches Gesetz, das Lodo Schifani, für verfassungswidrig erklärt hatte.

## Entstehung
Nachdem das ähnliche Lodo Schifani abgeschafft wurde, musste ein neues Gesetz entwickelt werden, um den höchsten Ämtern in Italien Immunität zu gewähren. Dieses Mal wurden hingegen nur die ersten vier Ämter geschützt: Der Staatspräsident, der Senatspräsident, der Präsident der italienischen Abgeordnetenkammer und der Ministerpräsident. Das Gesetz wurde nach dem Justizminister Angelino Alfano benannt, der das Gesetz auch vorgeschlagen hatte. Das Lodo Alfano unterscheidet sich in mehreren kleineren Punkten von dem Vorgängergesetz, zum Beispiel wurde die Immunität auf die Dauer der Legislatur beschränkt, und es ist (trotz Immunität) möglich, zivile Schadensersatzklagen zu führen.

## Gesetzestext
Das Gesetz besteht aus acht Absätzen.
- Aussetzung von Strafprozessen der vier höchsten Ämter des Landes:

1. Außer in den Fällen der Artikel 90 und 96 der Verfassung werden die Strafprozesse gegen Personen, die die Ämter des Staatspräsidenten, des Senatspräsidenten, des Präsidenten der Abgeordnetenkammer oder des Ministerpräsidenten ausüben, vom Tag des Amtsantritts bis zur Beendigung des Amtes oder der Funktion ausgesetzt. Die Aussetzung wird auch für Prozesse gegen Vergehen angewandt, die vor dem Amtsantritt begangen wurden.
- Verzicht auf die Aussetzung:

2. Der Angeklagte oder sein Verteidiger (mit einer speziellen Prokura) können jederzeit auf die Aussetzung verzichten.
- Annahme von nicht verschiebbaren Beweisen: Auch wenn der Prozess ausgesetzt ist, kann der Richter fortfahren, falls Umstände eintreten, in denen eine Verschiebung nicht möglich ist. Es handelt sich bei diesem Artikel um eine Sicherung, dass das Gesetz keinen allgemeinen Einfluss auf das Verfahren hat.

3. Die Unterbrechung hindert den Richter nicht daran, falls die Voraussetzungen entsprechend vorliegen, für die Annahme von nicht verschiebbaren Beweisen gemäß den Artikeln 392 und 467 der Strafprozessordnung zu sorgen.
- Verjährung: Entsprechend der Aussetzung des Verfahrens wird die Verjährungsfrist gleichermaßen verlängert.

4. Es gelten die Bestimmungen des Artikels 159 des Strafgesetzbuches.
- Dauer der Aussetzung: Die Aussetzung währt für die gesamte Dauer der Amtszeit und ist nicht verlängerbar. Die einzige Ausnahme ist, wenn man in derselben Legislaturperiode neu gewählt wird. Laut des Erklärungsberichts zur Vorschrift wurde diese Sonderregelung geschaffen, da die vier Ämter verschiedene Amtszeiten haben.

5. Die Aussetzung währt für die gesamte Dauer der Aufgabe oder der Funktion und ist nicht verlängerbar, außer im Fall einer neuen Nominierung im Lauf derselben Legislaturperiode, oder bei sofortiger Einsetzung in eines der anderen Ämter oder Funktionen.
- Übertragung in ein Zivilverfahren:  Im Fall der Aussetzung gibt es die Möglichkeit für den Nebenkläger, das Verfahren zivil durchzuführen.

6. Im Fall der Aussetzung gelten die Bestimmungen des Artikels 73 Absatz 3 der Strafprozessordnung nicht. Wenn der Nebenkläger das Verfahren als Zivilverfahren weiterführt, reduzieren sich die Fristen des Zusatzartikels 163 der Strafprozessordnung um die Hälfte, der Richter legt die Ordnung für den Prozess fest und gibt dem Prozess Vorrang, je nach der Schwere des Vergehens.
- Übergangsregelung:

7.  Die Vorschriften dieses Gesetzes gelten auch für laufende Strafprozesse, egal in welcher Phase, in welchem Status oder in welcher Instanz, ab dem Tag, an dem dieses Gesetz gültig wird.
- Gültigkeit:

8. Dieses Gesetz ist gültig ab dem Tag, der auf den Tag folgt, an dem es in der Gazzetta Ufficiale bekannt gegeben wurde.

## Reaktionen
Direkt nach der Verabschiedung dieses Gesetzentwurfes wurde der Prozess gegen den englischen Anwalt David Mills (in erster Instanz zu 4,5 Jahren Haft verurteilt) eingestellt. Mitangeklagter war der Ministerpräsident Silvio Berlusconi, da er angeblich Zahlungen an David Mills geleistet hatte, um ihm zum Schweigen bezüglich verschiedener Offshore-Tätigkeiten zu bewegen. Dieses Zusammentreffen der Ereignisse erhöhte die Proteste der Opposition. Der Senator Stefano Ceccanti der Partei PD hatte vor der Endabstimmung vor allem darauf hingewiesen, dass das Gesetz im Konflikt mit den Artikeln 1 und 3 (Gleichheit aller Bürger vor dem Gesetz) der Verfassung steht. Die Partei Italia dei Valori hingegen hat hervorgehoben, dass das Gesetz auch Verstöße abdeckt, die außerhalb des Amtes – auch vor dem Amtsantritt – begangen wurden.
Von der Mehrheit der Mitte-rechts-Parteien wurde das Gesetz hingegen begrüßt, vor allem vom Ministerpräsidenten Berlusconi. Er definierte das Lodo Alfano wie folgt: „Das Gesetz um das es geht [...] ist das Minimum, was eine Demokratie machen kann, um die eigene Freiheit zu schützen“ und „[...] notwendig in einem Rechtssystem wie unserem, in dem einige Richter arbeiten, die sich, statt einfach nur das Gesetz anwenden, zu ihrer eigentlichen Rolle auch noch einen ethischen Auftrag einbilden“.
Im Juli 2008 wurde ein Dokument namens „Für die Verteidigung der Verfassung“ von mehr als 100 Studierten des Verfassungsrechts unterschrieben.

### Volksabstimmung
Am 7. Januar 2009 wurden beim Revisionsgericht laut Angaben der Organisatoren eine Million Unterschriften eingereicht, die eine Volksabstimmung für die Abschaffung des Gesetzes forderten. Die Unterschriftensammlung begann am 30. Juli 2008, eine Woche nach der Verabschiedung des Gesetzes, und wurde von der Partei Italia dei Valori – mit der Unterstützung von Rifondazione Comunista und Sinistra Democratica – durchgeführt.

## Ähnliche Regelungen in anderen Ländern
Das Lodo Alfano, in dem die Aussetzung von Strafprozessen für die Dauer der gesamten Amtszeit vorgesehen ist, stellt ein Unikum im europäischen Raum dar. Normalerweise wird nur den Parlamentariern Politische Immunität eingeräumt, und zwar beschränkt auf die Ausübung der Funktionen und nicht für den Privatbereich – die ausübenden Organe hingegen genießen keine Erleichterung in diesem Sinn. In einigen Ländern (Griechenland, Portugal, Frankreich) genießen das Staatsoberhaupt oder die königlichen Familien uneingeschränkte Immunität, aber nie die Regierungschefs (Ausnahme: Frankreich).

## Urteil über die Verfassungsmäßigkeit
Am 26. und 27. September 2008 hat der Mailänder Staatsanwalt Fabio De Pasquale Zweifel an der Verfassungsmäßigkeit aufgeworfen, sowohl für die Anwendung im Prozess wegen der Fernsehrechte von Mediaset als auch für den Prozess gegen David Mills, in denen beiden auch Silvio Berlusconi angeklagt war. Die Richter beider Prozesse reichten beim Verfassungsgericht eine Anfrage zur Stellungnahme über die Verfassungsmäßigkeit des Lodo Alfano ein.
Im Juni 2009 waren zwei Verfassungsrichter, Luigi Mazzella und Paolo Maria Napolitano, im Zentrum von Streitereien, da sie zusammen mit Silvio Berlusconi und Angelino Alfano an einem Abendessen teilgenommen hatten, obwohl sie wussten, im Herbst über das Gesetz entscheiden zu müssen. Außerdem war Mazzella Minister des öffentlichen Dienst in der zweiten Regierungsperiode von Berlusconi und nannte ihn einen „alten Freund“.
In Anbetracht des bevorstehenden Urteils hatte die Anwaltskammer des Staates noch einmal eine 21-seitige Erklärung veröffentlicht, warum das Lodo Alfano nötig war. Der Staat fürchte, dass die höchsten Politiker nicht mehr mit dem nötigen Einsatz regieren könnten, wenn sie zu oft im Gericht sein müssten, oder, dass die Politiker zurücktreten müssten, was die Kontinuität im Parlament schädigt. Außerdem wären Prozesse gegen Politiker so medienwirksam, dass sich die Angeklagten nicht mehr auf das Regieren konzentrieren könnten.
Am 7. Oktober 2009 wurde das Gesetz vom Verfassungsgericht als verfassungswidrig befunden (9 zu 6 Stimmen), da es die Artikel 3 und 138 der italienischen Verfassung verletzt. Das Urteil wurde von den Mitte/Rechts-Parteien wie ein Angriff auf den Ministerpräsidenten und auf die Demokratie aufgenommen. Umberto Bossi wollte sofort einen Volksaufstand organisieren und drohte, „mit den Waffen aufzumarschieren“. Silvio Berlusconi nannte das Gericht „links“. Die linken Parteien freuten sich über das Urteil und waren schockiert vom angriffslustigen Ton des Premiers. Der Präsident Giorgio Napolitano hat sich hingegen auf die Seite des Gerichts gestellt und das Urteil ohne Kommentar akzeptiert.

## Fälle, in denen das Lodo Alfano angewendet wurde
- Silvio Berlusconi (Ministerpräsident)
  - Prozess wegen Bestechung des Anwalts David Mills[2]
  - Prozess wegen besonders schwerer Verleumdung (im Fernsehen gegen die sogenannten Cooperative Rosse und die Camorra)
  - Prozess wegen An- und Verkauf von Fernsehrechten (evtl. Steuerhinterziehung)

- Gianfranco Fini (Präsident der Abgeordnetenkammer)
  - Im Oktober 2009 hat Fini auf den Schutz durch das Lodo Alfano verzichtet. Er hatte den Ex-Staatsanwalt von Potenza, Henry John Woodcook, öffentlich in der Fernsehsendung Porta a Porta angegriffen. Aus Respekt für diese Entscheidung hat Woodcook die Klage zurückgezogen.